# Grant, Nebraska
Grant är administrativ huvudort i Perkins County i Nebraska. Orten har fått sitt namn efter president Ulysses S. Grant. Enligt 2020 års folkräkning hade Grant 1 197 invånare.